# Neogene dynaeus
Neogene dynaeus är en fjärilsart som beskrevs av Jacob Hübner 1825. Neogene dynaeus ingår i släktet Neogene och familjen svärmare. Inga underarter finns listade i Catalogue of Life.